# Indianapolis Olympians 1949-1950
La stagione 1949-50 degli Indianapolis Olympians fu la 1ª nella NBA per la franchigia.
Gli Indianapolis Olympians vinsero la Western Division con un record di 39-25. Nei play-off vinsero la semifinale di division con gli Sheboygan Red Skins (2-1), perdendo poi la finale di division con gli Anderson Packers (2-1).

## Roster
| N° | Naz.                   | Ruolo | Sportivo         | Anno | Alt. | Peso |
| -- | ---------------------- | ----- | ---------------- | ---- | ---- | ---- |
|    | Stati Uniti (bandiera) | GA    | Carl Shaeffer    | 1924 | 191  | 84   |
| 5  | Stati Uniti (bandiera) | G     | Jack Parkinson   | 1924 | 183  | 79   |
| 5  | Stati Uniti (bandiera) | GA    | Paul Walther     | 1927 | 188  | 73   |
| 7  | Stati Uniti (bandiera) | GA    | Bruce Hale       | 1918 | 185  | 77   |
| 9  | Stati Uniti (bandiera) | G     | Bob Evans        | 1925 | 188  | 79   |
| 10 | Stati Uniti (bandiera) | G     | Cliff Barker     | 1921 | 188  | 84   |
| 12 | Stati Uniti (bandiera) | G     | Ralph Beard      | 1927 | 178  | 79   |
| 14 | Stati Uniti (bandiera) | A     | Joe Holland      | 1925 | 193  | 84   |
| 15 | Stati Uniti (bandiera) | C     | Alex Groza       | 1926 | 201  | 99   |
| 16 | Stati Uniti (bandiera) | AC    | Mal McMullen     | 1927 | 196  | 95   |
| 17 | Stati Uniti (bandiera) | A     | Wah Wah Jones    | 1926 | 193  | 102  |
| 19 | Stati Uniti (bandiera) | A     | Marshall Hawkins | 1924 | 191  | 93   |
| 20 | Stati Uniti (bandiera) | AC    | Floyd Volker     | 1921 | 193  | 93   |

## Staff tecnico
- Allenatore: Cliff Barker